# سامرشم، سافک
سامرشم (به انگلیسی: Somersham) یک روستا و محله مدنی در بریتانیا است که در Mid Suffolk واقع شده‌است. سامرشم ۷۱۰ نفر جمعیت دارد.